# Deutsches Philologen-Blatt
Das Deutsche Philologen-Blatt, Untertitel Korrespondenz-Blatt für den akademisch gebildeten Lehrerstand, war eine von 1912 bis 1935 in Leipzig herausgegebene Zeitschrift für universitär ausgebildete Lehrer allgemeinbildender Schulen. Vorgänger des Blattes, das in Beziehung zum Verbandstag des Preußischen Philologenverbandes stand, war das Korrespondenzblatt für den akademisch gebildeten Lehrerstand. Eine bekannte Beilage waren die Blätter für Rechtsfragen des höheren Unterrichtswesens.
Zur Zeit des Nationalsozialismus wurde das Deutsche Philologen-Blatt eingestellt.